# Hauptraum
Der Hauptraum oder verallgemeinerter Eigenraum ist ein Begriff aus der linearen Algebra und eine Verallgemeinerung des Eigenraums. Haupträume spielen eine große Rolle beim Aufstellen der jordanschen Normalform und der Berechnung einer zugehörigen Basis.

## Definition des Hauptraums
Ist {\displaystyle F\colon V\to V} eine lineare Abbildung aus einem endlichdimensionalen Vektorraum {\displaystyle V} in sich selbst, {\displaystyle \lambda } ein Eigenwert von {\displaystyle F} und bezeichnet {\displaystyle r} die algebraische Vielfachheit des Eigenwertes {\displaystyle \lambda }, dann nennt man den Kern der {\displaystyle r}-fachen Hintereinanderausführung von {\displaystyle (F-\lambda \,\mathrm {id} )} Hauptraum zum Eigenwert {\displaystyle \lambda }, d. h.
{\displaystyle \operatorname {Hau} (F,\lambda ):=\{v\in V\mid (F-\lambda \,\mathrm {id} )^{r}(v)=0{\text{ für ein }}r\in \mathbb {N} \}}.
Dabei steht {\displaystyle \mathrm {id} } für die identische Abbildung auf {\displaystyle V}.
Der Hauptraum wird also von genau den Vektoren {\displaystyle v} aufgespannt, für die {\displaystyle (F-\lambda \,\mathrm {id} )^{r}(v)=0} gilt. Insbesondere ist der Eigenraum zu einem Eigenwert ein Untervektorraum des Hauptraums zu diesem Eigenwert.

## Hauptvektor
Die Elemente des Hauptraums werden manchmal auch Hauptvektoren genannt. Diesen Hauptvektoren kann man eine Stufe oder einen Level zuordnen. Sei {\displaystyle F} ein Endomorphismus und {\displaystyle \lambda } ein Eigenwert des Endomorphismus. Ein Vektor {\displaystyle v} heißt Hauptvektor der Stufe {\displaystyle p}, wenn
{\displaystyle (F-\lambda \,\mathrm {id} )^{p}(v)=0}
aber
{\displaystyle (F-\lambda \,\mathrm {id} )^{p-1}(v)\neq 0}
gilt. Alle Eigenvektoren sind somit Hauptvektoren der Stufe 1.

## Satz über die Hauptraumzerlegung
Es sei {\displaystyle F} ein Endomorphismus und sein charakteristisches Polynom
{\displaystyle \chi _{F}(t)=\pm \prod _{j=1}^{k}(t-\lambda _{j})^{r_{j}}}
zerfalle vollständig in Linearfaktoren mit paarweise verschiedenen {\displaystyle \lambda _{1}\ldots \lambda _{k}\in K}. 
Dann gilt:
1. Der Hauptraum ist {\displaystyle F}-invariant, das heißt {\displaystyle F\left(\operatorname {Hau} (F,\lambda _{i})\right)\subset \operatorname {Hau} (F,\lambda _{i})}.
2. Die Dimensionen der Haupträume stimmen mit den Vielfachheiten der Nullstellen des charakteristischen Polynoms überein, also {\displaystyle \dim \left(\operatorname {Hau} (F,\lambda _{i})\right)=r_{i}}.
3. Die Haupträume bilden eine direkte Zerlegung (innere direkte Summe) von {\displaystyle V}. Es gilt also {\displaystyle V=\operatorname {Hau} (F,\lambda _{1})\oplus \cdots \oplus \operatorname {Hau} (F,\lambda _{k})}.
4. Der Endomorphismus {\displaystyle F} besitzt eine Zerlegung {\displaystyle F=F_{D}+F_{N}}. Darin ist {\displaystyle F_{D}} diagonalisierbar, {\displaystyle F_{N}} ist nilpotent, und es gilt {\displaystyle F_{D}\circ F_{N}=F_{N}\circ F_{D}}.

## Beispiel
Sei eine Matrix {\displaystyle A\in \mathbb {R} ^{6\times 6}} gegeben, deren charakteristisches Polynom in Linearfaktoren zerfällt: 
{\displaystyle \det \left(A-\lambda I\right)=(\lambda -2)^{3}(\lambda -4)^{3}}.
Außerdem soll gelten:
{\displaystyle {\begin{aligned}\dim \operatorname {Ker} \left(A-2I\right)&=2\,,\quad \dim \operatorname {Ker} \left(A-2I\right)^{2}=3\,,\quad \dim \operatorname {Ker} \left(A-2I\right)^{3}=3\\\dim \operatorname {Ker} \left(A-4I\right)&=1\,,\quad \dim \operatorname {Ker} \left(A-4I\right)^{2}=2\,,\quad \dim \operatorname {Ker} \left(A-4I\right)^{3}=3\\\end{aligned}}}
Die algebraische Vielfachheit des Eigenwerts 2 beträgt 3 und die des Eigenwerts 4 beträgt 3. Die Eigenräume haben die Dimension 2 bzw. 1, also kleiner als die jeweilige algebraische Vielfachheit, weshalb die Matrix nicht diagonalisierbar ist. Es lässt sich aber die Jordansche Normalform {\displaystyle J} konstruieren
{\displaystyle J={\begin{bmatrix}2&1&0&0&0&0\\0&2&0&0&0&0\\0&0&2&0&0&0\\0&0&0&4&1&0\\0&0&0&0&4&1\\0&0&0&0&0&4\end{bmatrix}}}
über eine Ähnlichkeitstransformation mit der Transformationsmatrix {\displaystyle P}
{\displaystyle P^{-1}AP=J\quad \Longleftrightarrow \quad AP=PJ},
wobei die Spaltenvektoren von {\displaystyle P} den Hauptvektoren {\displaystyle p_{i}} entsprechen: 
{\displaystyle P={\begin{bmatrix}p_{1}&p_{2}&p_{3}&p_{4}&p_{5}&p_{6}\end{bmatrix}}}
Die Transformation {\displaystyle AP=PJ} lautet mit Hilfe der Hauptvektoren: 
{\displaystyle A{\begin{bmatrix}p_{1}&p_{2}&p_{3}&p_{4}&p_{5}&p_{6}\end{bmatrix}}={\begin{bmatrix}p_{1}&p_{2}&p_{3}&p_{4}&p_{5}&p_{6}\end{bmatrix}}J={\begin{bmatrix}2p_{1}&2p_{2}&2p_{3}+p_{2}&4p_{4}&4p_{5}+p_{4}&4p_{6}+p_{5}\end{bmatrix}}}
Somit folgt: 
{\displaystyle {\begin{aligned}\left(A-2I\right)p_{1}&=0\\\left(A-2I\right)p_{2}&=0\\\left(A-2I\right)p_{3}&=p_{2}\quad \Rightarrow \quad \left(A-2I\right)^{2}p_{3}=\left(A-2I\right)p_{2}=0\\\left(A-4I\right)p_{4}&=0\\\left(A-4I\right)p_{5}&=p_{4}\quad \Rightarrow \quad \left(A-4I\right)^{2}p_{5}=\left(A-4I\right)p_{4}=0\\\left(A-4I\right)p_{6}&=p_{5}\quad \Rightarrow \quad \left(A-4I\right)^{3}p_{6}=\left(A-4I\right)^{2}p_{5}=\left(A-4I\right)p_{4}=0\end{aligned}}}
{\displaystyle p_{1}}, {\displaystyle p_{2}} und {\displaystyle p_{4}} sind Hauptvektoren erster Stufe (also Eigenvektoren), {\displaystyle p_{3}} und {\displaystyle p_{5}} Hauptvektoren zweiter Stufe und {\displaystyle p_{6}} ist ein Hauptvektor dritter Stufe.
Damit werden die Kerne der Abbildungen {\displaystyle A-\lambda E} wie folgt von den Hauptvektoren aufgespannt:
{\displaystyle {\begin{aligned}\operatorname {Ker} \left(A-2I\right)&=\left\langle p_{1},p_{2}\right\rangle \,,\quad \operatorname {Ker} \left(A-2I\right)^{n}=\left\langle p_{1},p_{2},p_{3}\right\rangle \ {\text{mit}}\ n\geq 2\,,\\\operatorname {Ker} \left(A-4I\right)&=\left\langle p_{4}\right\rangle \,,\quad \operatorname {Ker} \left(A-4I\right)^{2}=\left\langle p_{4},p_{5}\right\rangle \,,\quad \operatorname {Ker} \left(A-4I\right)^{n}=\left\langle p_{4},p_{5},p_{6}\right\rangle \ {\text{mit}}\ n\geq 3\end{aligned}}}
Die Haupträume und Eigenräume zu den beiden Eigenwerten lauten damit, wobei die Eigenräume Unterräume der jeweiligen Haupträume sind:
{\displaystyle {\begin{aligned}\operatorname {Hau} (A,2)=\operatorname {Ker} (A-2I)^{2}=\left\langle p_{1},p_{2},p_{3}\right\rangle &\supset \operatorname {E} (A,2)=\operatorname {Ker} (A-2I)=\left\langle p_{1},p_{2}\right\rangle \\\operatorname {Hau} (A,4)=\operatorname {Ker} (A-4I)^{3}=\left\langle p_{4},p_{5},p_{6}\right\rangle &\supset \operatorname {E} (A,4)=\operatorname {Ker} (A-4I)=\left\langle p_{4}\right\rangle \end{aligned}}}
Die Dimensionen der Haupträume stimmen mit den Vielfachheiten der Nullstellen des charakteristischen Polynoms überein, also {\displaystyle \dim \left(\operatorname {Hau} (A,2)\right)=3} und {\displaystyle \dim \left(\operatorname {Hau} (A,4)\right)=3}.
Die Haupträume bilden eine direkte Zerlegung von {\displaystyle V=\mathbb {R} ^{6}}, d. h. {\displaystyle V=\operatorname {Hau} (A,2)\oplus \operatorname {Hau} (A,4)}.
Die Matrix {\displaystyle A} besitzt eine Zerlegung {\displaystyle A=A_{D}+A_{N}}, wobei {\displaystyle A_{D}} diagonalisierbar und {\displaystyle A_{N}} nilpotent ist: {\displaystyle P^{-1}(A_{D}+A_{N})P=J_{D}+J_{N}} mit 
{\displaystyle J_{D}={\begin{bmatrix}2&0&0&0&0&0\\0&2&0&0&0&0\\0&0&2&0&0&0\\0&0&0&4&0&0\\0&0&0&0&4&0\\0&0&0&0&0&4\end{bmatrix}}\ ,\quad J_{N}={\begin{bmatrix}0&0&0&0&0&0\\0&0&1&0&0&0\\0&0&0&0&0&0\\0&0&0&0&1&0\\0&0&0&0&0&1\\0&0&0&0&0&0\end{bmatrix}}}